# Flauta travesera

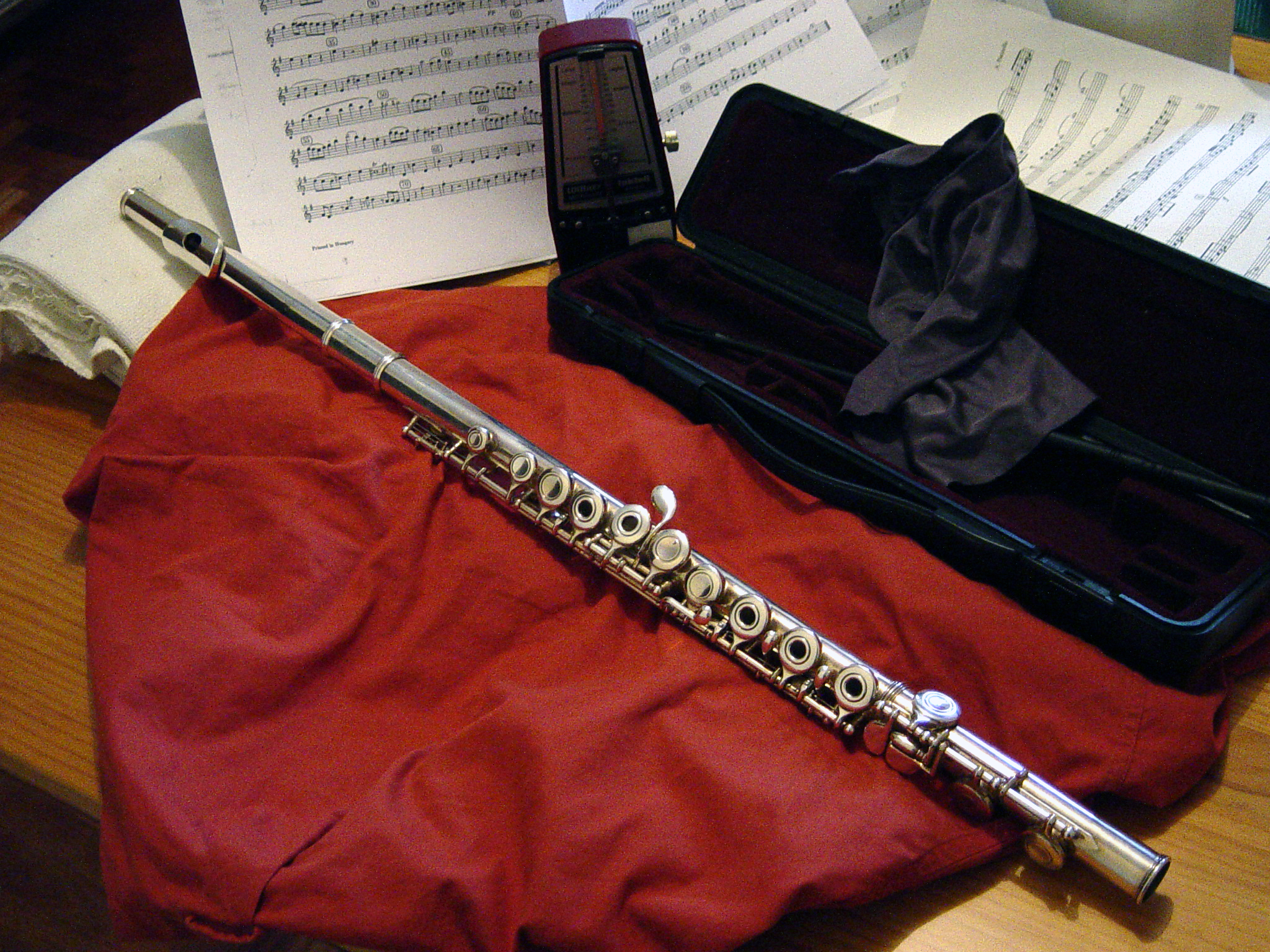
Flauta travesera contemporánea de platos abiertos, con su estuche e instrumental de limpieza, junto a un metrónomo.

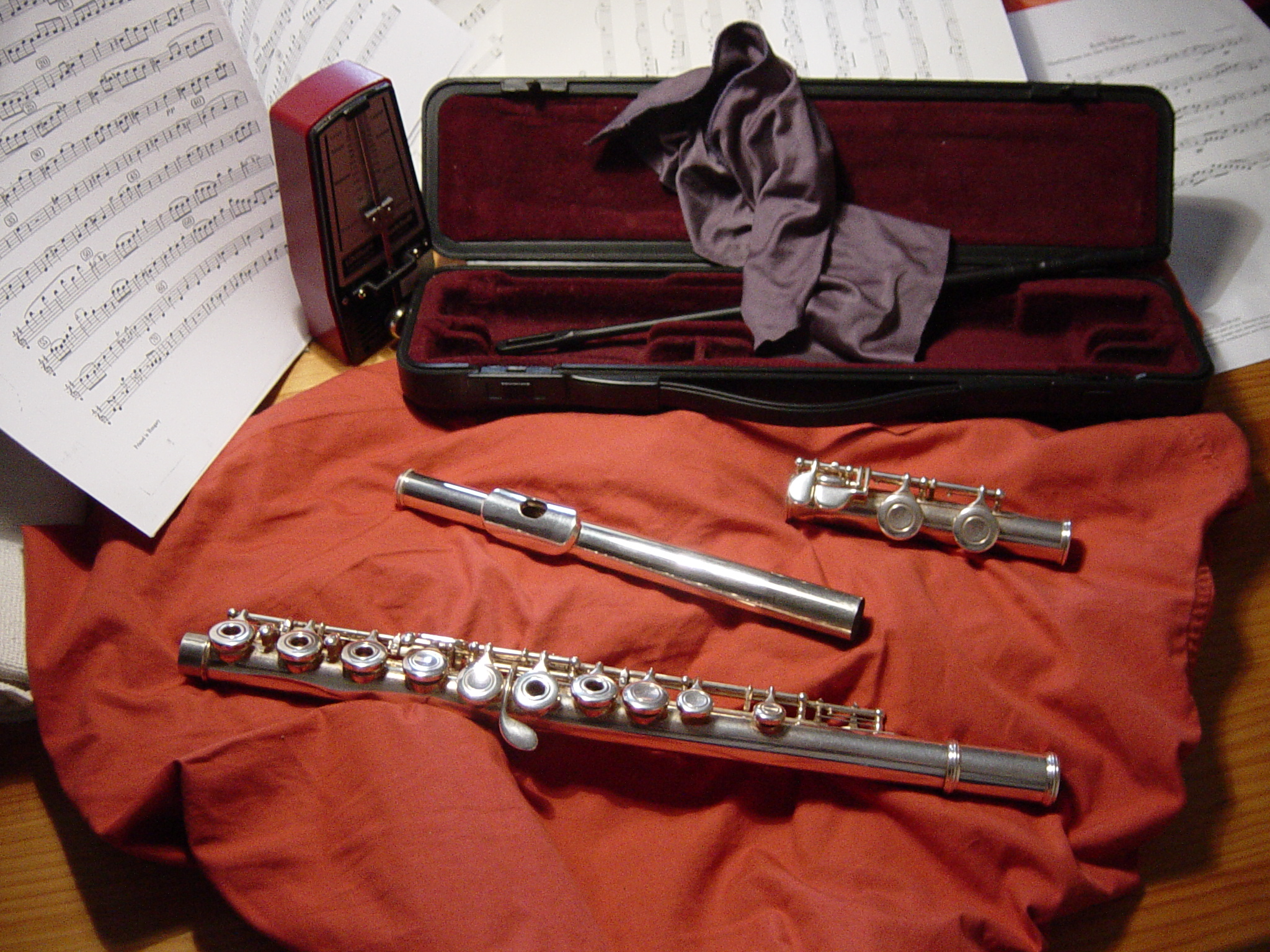
Flauta travesera desmontada. De arriba abajo, sus partes son: pie (o pata), cabeza y cuerpo.

La flauta travesera, traversa o transversal es un instrumento musical de viento-madera. El músico que toca la flauta es conocido como flautista. Junto con el violín es el instrumento más ágil de la orquesta. Es uno de los grandes instrumentos melódicos y principales instrumentos solistas.
Las flautas traveseras forman parte de la familia de los instrumentos de viento de madera (independientemente del material con que realmente estén construidas), junto con las familias del clarinete, el oboe y el fagot. Es el instrumento con el registro más agudo de su familia y de toda la orquesta, cuando no está presente el piccolo. En la clasificación formal que estudia la organología, las flautas pertenecen a la familia de los instrumentos de bisel, que desde mucho antes se han fabricado de madera.
Su registro básico es de tres octavas y va desde el do3 (el sonido de la tecla central del piano en el sistema Francés, que en la nomenclatura anglosajona se llama C4, y en el Sistema Internacional do4) hasta el do6. Ese registro puede ampliarse hasta a tres octavas y una quinta justa, desde el si2 hasta el fa♯6; la nota grave adicional se  consigue mediante una llave adicional (es importante hacer notar que las flautas más costosas se fabrican con llaves adicionales, para alcanzar si♭2, por ejemplo), y el extremo agudo (esa cuarta justa que va del do#6 al fa#6) se logra mediante la ejecución de armónicos, técnica que depende de la capacidad del ejecutante, que debe ser adquirida con gran práctica y un estudio riguroso de la sonoridad.
Debido al gran virtuosismo que se consigue con la flauta, es un instrumento indispensable para la música clásica orquestal, por lo que posee una enorme cantidad de repertorio y solos en la orquesta. Además, la flauta posee un amplio repertorio de música de cámara. Junto al violín es el instrumento más ágil de la orquesta sinfónica.
La flauta es uno de los instrumentos con más repertorio, que va desde el período medieval al moderno, pasando por el clásico y el romántico, siendo el instrumento más popular junto a la cuerda.

## Evolución
La flauta travesera tradicional estaba fabricada de madera, y básicamente consistía en un tubo en el cual se practicaban los pertinentes orificios. En el siglo XIX Theobald Böhm perfeccionó el instrumento, modificando el método de fabricación, añadiendo nuevos orificios e introduciendo un sofisticado sistema de llaves, más ergonómico, que facilitaba la digitación. Si bien se puede fabricar con platos cerrados (es decir, la llave que pulsa cada dedo carece de orificio), lo habitual hoy día es fabricarla con platos abiertos.
Desde entonces el diseño de la flauta travesera no ha sufrido prácticamente cambios de importancia. Sin embargo, los materiales para fabricarla sí han cambiado; hoy en día, se fabrican flautas de metal, plata y hasta oro. La calidad de su material influye mucho en la calidad del sonido. Además mejora notablemente si se fabrica la boquilla con especificaciones detalladas que varían según el intérprete y sus necesidades o requerimientos.
La flauta travesera es uno de los instrumentos de viento más complicados de tocar sobre todo por la posición de la embocadura para hacerla sonar, destacando también las octavas que necesitan una mayor fuerza del aire. También es el instrumento capaz de llegar más agudo contando con 3 octavas y 4 Do, sin contar con la presencia de su hermano el piccolo, que es mucho más agudo que ésta, simplemente que es menos usado: se utiliza sobre todo en pasajes precoces ya que es cuando se aprecia mejor el sonido del piccolo.

### Medievo
Durante los siglos XI-XIII, la flauta travesera no era muy común en Europa, siendo la flauta dulce la preeminente. La flauta travesera llegó a Europa desde Asia, a través del Imperio Bizantino, concretamente a Alemania y a Francia. Estas flautas se conocieron como «flautas alemanas» para distinguirlas de otros tipos de flautas como la flauta dulce. En el siglo XIV, la flauta se introdujo en los demás países europeos. La flauta travesera tenía un cilindro más ancho que los anteriores. Esto permitían que la octava grave fuera más fácil de soplar y no estaba tan limitadas en su registro agudo. Las tendencias musicales de esta época buscaban instrumentos homogéneos, mezclados en grupos heterogéneos: el comienzo de la orquesta sinfónica. La jerarquía sonora impuesta por las reglas de orquestación quedó reservada para la flauta en do y el piccolo, que es empleado en la orquesta sinfónica. Para la flauta se comenzó a desarrollar el repertorio solista. El sonido producido por la flauta travesera todavía era inconstante, pero más fuerte, claro y penetrante que el de las flautas dulces. Durante el siglo XVI, fue uno de los instrumentos más populares en Italia. Su popularidad se extendió a Inglaterra, donde se destaca la gran colección de flautas de Enrique VIII.

### Renacimiento

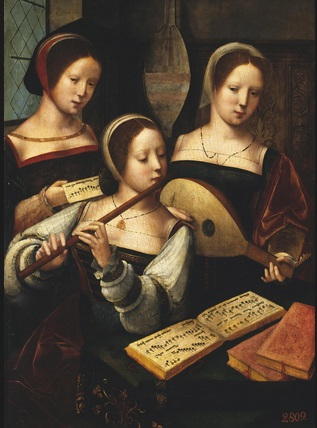
Flauta travesera renacentista.

El período renacentista marcó popularidad para la flauta de pico, sin embargo, las flautas traveseras todavía se seguían tocando en la primera mitad del siglo XVII y los instrumentos de viento de madera fueron rediseñados. Las flautas estaban construidas en una sola pieza, eran cilíndricas y tenían seis orificios muy pequeños, lo que producía una sonoridad de colores pálidos.

### Barroco
La época barroca marcó el retorno de la popular flauta travesera, que se posicionó como uno de los instrumentos principales. Su construcción fue hecha en un tubo cónico que contenía seis agujeros abiertos agrupados en dos secciones y una llave cerrada que producía el re sostenido (♯). El cuerpo, antes de una sola pieza, fue fabricado en tres partes: cabeza, cuerpo y pie.

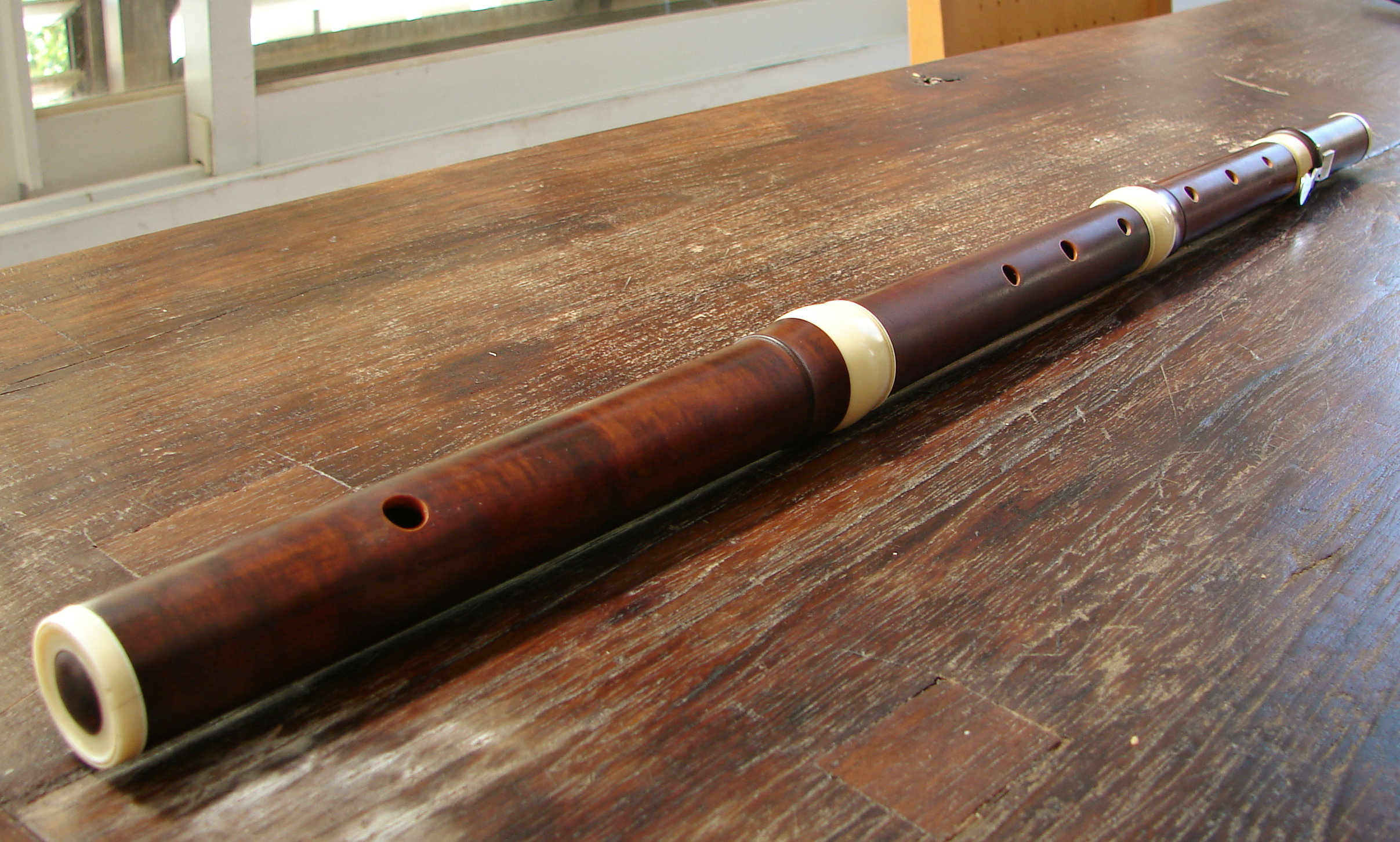

La flauta barroca empezaba su registro en re y tenía dos octavas. Otras notas podían tocarse intercalando dedos o tapando la mitad de los orificios, pero eran difíciles de tocar y de sonoridad opaca.
Alrededor de 1700, el cuerpo fue dividido en dos partes y pies extras, llamados cuerpos de recambio, lo que permitía al flautista adaptar su afinación de acuerdo a diferentes orquestas. De todas maneras, con las posiciones cruzadas, las flautas tenían mejor respuesta sonora en re mayor y sol mayor. Si bien había muchos flautistas, los flautistas profesionales lograron adaptarse a los cambios muy bien.
En 1722 se inventan las llaves de do y do♯. El flautista y compositor J. Quantz critica mucho esta prolongación, que juzga inútil y nociva para la calidad del sonido.
En 1752, los tratados de Quantz y Tromlitz (en 1786) ofrecen diferentes digitaciones para cada nota.
En 1760 los fabricantes Florio, Gedney y Potter agregan las llaves de sol♯, si y fa.
Alrededor de 1790 aparecen flautas de 4 llaves en la música sinfónica de Joseph Haydn y Wolfgang Amadeus Mozart.

### Período clásico
Durante el período clásico, Pratten, Carta, Abel Siccama y Radcliff contribuyeron a diseñar la flauta. Antes de 1800 sólo tenía seis llaves, poco después se le añadieron dos llaves más. En la segunda mitad del siglo XVIII, se le agregaron rápidamente muchos cambios, pocas personas continuaron tocando las flautas de tres y cuatro llaves. Los inventos se sucedieron a una velocidad creciente; era la época de la industrialización.

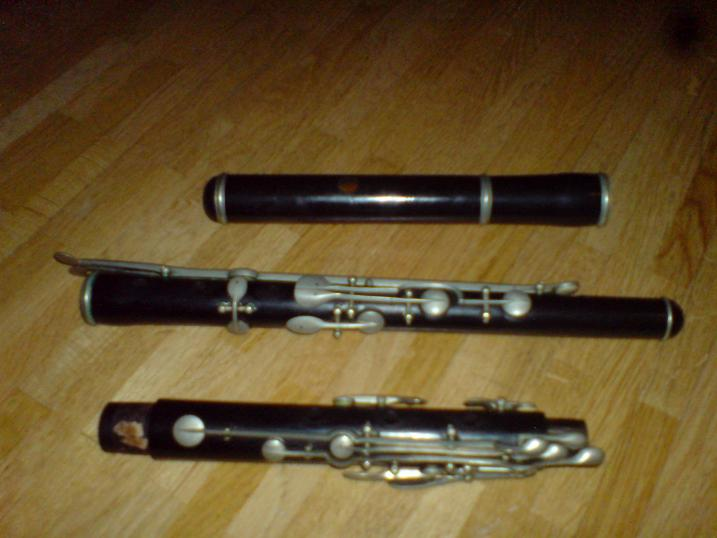
Flauta romántica de 14 llaves.

En 1800 las flautas aparecen en el repertorio de orquesta, como las sinfonías de Beethoven.
En 1808, el reverendo Frederick Nolan en Inglaterra inventó la llave abierta de Sol. Este invento es muy importante, ya que por primera vez se obturan dos agujeros para el mismo dedo.
En 1810 Georges Miller fabricó en Londres pífanos de metal.
En 1820-30, el flautista Charles Nicholson en Londres intentó mejorar la flauta haciendo los agujeros más grandes, pero no tuvo éxito porque el mecanismo de las llaves no era correcto. 
Los fabricantes Ruddall & Rose fabricaron en Londres flautas de 8 llaves, que fueron muy populares en Inglaterra.

### La flauta de Böhm
El flautista alemán Theobald Böhm estudió las nuevas técnicas de flauta y en 1832, basándose en un nuevo sistema, creó la flauta que se usa hoy en día. El máximo grado de perfección de ese sistema se debe al constructor francés Louis Lot, cuyos modelos de la década de 1870 y 1880 constituyen la base mecánica de las flautas actuales. Entre sus fundamentos encontramos que los agujeros debían ser lo más anchos posible y estar en los lugares acústicamente correctos; que la flauta contendría un cierto número de llaves cubriendo todos los agujeros y que todas las llaves tenían que estar abiertas en su posición de descanso (en principio incluso el sol #, aunque por presiones exteriores se modificó posteriormente y actualmente es cerrado en su posición de descanso). Las nuevas flautas estaban realizadas en un tubo cónico, y en 1846 Boehm creó el tubo cilíndrico moderno con una cabeza parabólica. Esto corrigió la afinación y homogeneizó el timbre en los diferentes registros. A medida que el tiempo pasaba, las flautas se construyeron en metal, y cuanto más duro el metal, más luminoso el timbre.
Desde la construcción de la flauta por Böhm en 1847, se ha conservado básicamente el mismo modelo. Puede haber adiciones o extensiones, pero no se ha rediseñado. Hoy, la flauta moderna está construida sobre 673 milímetros de largo con un tubo de 19 milímetros y está dividida en tres secciones que contienen la juntura de cabeza, cuerpo y pie o pata.
Hay trece agujeros que usan ocho dedos y el dedo pulgar izquierdo. La juntura de cabeza se cierra con un corcho y está abierto hasta el pie. El material más común es la plata esterlina, pero algunos modelos más baratos son de níquel color de plata. Se ha experimentado con platino, auromite (oro y plata), titanio e incluso paladio. También se ha agregado una llave con rodillo para el Re # y un mecanismo de Mi partido que permite cubrir dos llaves, mientras que en una flauta regular cubre sólo uno. Esto le permite al Mi 3 ser tocado más limpiamente y con un buen ataque. El diseño de la embocadura se ha cambiado según las necesidades del flautista.
El flautín, la flauta en sol y la flauta baja se han usado en orquesta y coros de flauta durante el siglo XIX. Al final de ese siglo la flauta aparece en las obras de Brahms, Strauss, Chaikovski. La literatura para flauta sola se expande rápidamente, con piezas muy virtuosas.

### SigloXX
1948 - Alexander Murray, conocido flautista y maestro, colaboró con los fabricantes Albert Cooper y Elmer Cole, en la fabricación de la Flauta «Murray» - basada en la escala experimental Cooper.
1961-62 - Aparece el nuevo modelo de Murray, la Mark I. 1967 - Murray colabora con la fabricante de la compañía Armstrong Jack Moore. Desde 1972, producen el modelo en flautas y piccolos con otros cambios - la llave gizmo, entre ellos.

## Mecanismos
Entendiendo como mecanismo todo el conjunto del sistema de llaves de la flauta travesera, nos encontramos con varios tipos de mecanismos:
En la pata de la flauta, pueden existir dos tipos de mecanismos:
- Pata de do: sistema de tres llaves (do, do♯ y re♯). La nota más grave es do3.
- Pata de si: sistema de cuatro llaves (si, do, do♯ y re♯). La nota más grave es si2.

En el cuerpo, pueden aparecer:
- Sol en línea: todas las llaves están alineadas.
- Sol desalineado: la llave de sol y sol♯ están desalineadas respecto al resto de llaves. Esto permite acercar estas llaves al dedo anular, y tener una posición más ergonómica.

El diseño original de Boehm cuenta con el mecanismo de sol desalineado. El hecho de situar las llaves de sol alineadas, no es una mejora para la flauta. Se trata de una modificación con vistas a eliminar costes de producción (y mantenimiento) por el hecho de simplificar mecanismos.
- Mecanismo en mi partido: divide las llaves de sol permitiendo que una de las llaves de sol quede cerrada cuando se toca el mi3, a pesar de no tener pulsada la llave de sol. Esto permite una estabilidad en el tono de mi3 y ataques seguros entre el la y el mi.

## Familia de flautas traveseras
De registros agudos a registros graves, esta familia comprende los siguientes instrumentos:
- Flauta piccolo o flautín, afinado en do.
- Flauta soprano, afinada en re♯.
- Flauta travesera (también llamada flauta, flauta de Boehm, flauta de concierto, o flauta traversa), afinada en do.
- Flauta alto, afinada en sol.
- Flauta bajo, afinada en do.
- Flauta contralto, afinada en sol.
- Flauta contrabajo, afinada en do.
- Flauta subcontrabajo, afinada en sol.
- Flauta doblecontrabajo, afinada en do.

## Nota sobre la nomenclatura
Dentro de la terminología usual de las orquestas sinfónicas y de los conservatorios, se la cita simplemente como «flauta alemana». La distinción respecto a la flauta de pico o flauta dulce, se hace por lo común citando el nombre completo de este último.

## Intérpretes
Los primeros flautistas europeos cuyo prestigio ha llegado al público, se sitúan en Francia en torno a 1700: Jacques-Martin Hotteterre, Pierre-Gabriel Buffardin, Michel Blavet entre otros. El alemán Johann Joachim Quantz será la figura dominante a mediados del XVIII, con su capital libro Versuch einer Anweisung die Flöte traversiere zu spielen (1752). Tras una cierta decadencia en la época romántica, ya en la segunda mitad del siglo XX comenzaron a surgir virtuosos especializados en el papel de solista. Esta tendencia fue iniciada dentro de la música docta por Jean Pierre Rampal, y continuada por Pedro García, Philippa Davies, Emmanuel Pahud. La música popular cuenta con flautistas como Greg Pattillo, líder del grupo Project Trio, el venezolano Huáscar Barradas, Jorge Pardo, Herbie Mann, músico de jazz dedicado a la fusión de distintas músicas del mundo o Ian Anderson líder de la banda de rock progresivo Jethro Tull. Y diferentes exponentes en Música clásica contemporánea como Pierre-Yves Artaud en Francia y Alejandro Lavanderos en Chile.